# Lista över fornlämningar i Sigtuna kommun (Husby-Ärlinghundra)
Lista över fornlämningar i Sigtuna kommun (Husby-Ärlinghundra) är en förteckning av ett urval av de fornlämningar som finns i Husby-Ärlinghundra i Sigtuna kommun.
| Namn                                  | Lämningstyp                 | Tillkomsttid | Historisk indelning         | Plats | Läge                 | ID-nr          | Bild                                      |
| ------------------------------------- | --------------------------- | ------------ | --------------------------- | ----- | -------------------- | -------------- | ----------------------------------------- |
| Husby-Ärlinghundra 7:1                | Gravfält                    |              | Husby-Ärlinghundra, Uppland |       | 59.620889, 17.850328 | 10003200070001 | Ladda upp en bild av detta fornminne      |
| Husby-Ärlinghundra 8:1                | Gravfält                    |              | Husby-Ärlinghundra, Uppland |       | 59.622505, 17.844038 | 10003200080001 | Ladda upp en bild av detta fornminne      |
| Husby-Ärlinghundra 9:1                | Stensättning                |              | Husby-Ärlinghundra, Uppland |       | 59.631636, 17.853482 | 10003200090001 | Ladda upp en bild av detta fornminne      |
| Husby-Ärlinghundra 10:1               | Gravfält                    |              | Husby-Ärlinghundra, Uppland |       | 59.635012, 17.848554 | 10003200100001 | Ladda upp en bild av detta fornminne      |
| Husby-Ärlinghundra 11:1               | Gravfält                    |              | Husby-Ärlinghundra, Uppland |       | 59.627016, 17.877792 | 10003200110001 | Ladda upp en bild av detta fornminne      |
| Husby-Ärlinghundra 15:1               | Runristning                 |              | Husby-Ärlinghundra, Uppland |       | 59.600821, 17.801667 | 10003200150001 | Ladda upp en bild av detta fornminne      |
| Husby-Ärlinghundra 19:1               | Stensättning                |              | Husby-Ärlinghundra, Uppland |       | 59.622444, 17.870079 | 10003200190001 | Ladda upp en bild av detta fornminne      |
| Husby-Ärlinghundra 22:1               | Stensättning                |              | Husby-Ärlinghundra, Uppland |       | 59.626163, 17.885167 | 10003200220001 | Ladda upp en bild av detta fornminne      |
| Husby-Ärlinghundra 22:2               | Stensättning                |              | Husby-Ärlinghundra, Uppland |       | 59.626086, 17.885368 | 10003200220002 | Ladda upp en bild av detta fornminne      |
| Husby-Ärlinghundra 24:1               | Gravfält                    |              | Husby-Ärlinghundra, Uppland |       | 59.628104, 17.819936 | 10003200240001 | Ladda upp en bild av detta fornminne      |
| Husby-Ärlinghundra 30:1               | Gravfält                    |              | Husby-Ärlinghundra, Uppland |       | 59.627689, 17.830545 | 10003200300001 | Ladda upp en bild av detta fornminne      |
| Husby-Ärlinghundra 34:1               | Röse                        |              | Husby-Ärlinghundra, Uppland |       | 59.623353, 17.839692 | 10003200340001 | Ladda upp en bild av detta fornminne      |
| Husby-Ärlinghundra 38:1               | Gravfält                    |              | Husby-Ärlinghundra, Uppland |       | 59.625326, 17.868988 | 10003200380001 | Ladda upp en bild av detta fornminne      |
| Husby-Ärlinghundra 42:1               | Stensättning                |              | Husby-Ärlinghundra, Uppland |       | 59.630503, 17.832245 | 10003200420001 | Ladda upp en bild av detta fornminne      |
| Husby-Ärlinghundra 45:1               | Stensättning                |              | Husby-Ärlinghundra, Uppland |       | 59.629893, 17.836656 | 10003200450001 | Ladda upp en bild av detta fornminne      |
| Husby-Ärlinghundra 48:1               | Stensättning                |              | Husby-Ärlinghundra, Uppland |       | 59.616603, 17.842299 | 10003200480001 | Ladda upp en bild av detta fornminne      |
| Husby-Ärlinghundra 49:1               | Gravfält                    |              | Husby-Ärlinghundra, Uppland |       | 59.614548, 17.844210 | 10003200490001 | Ladda upp en bild av detta fornminne      |
| Husby-Ärlinghundra 54:1               | Gravfält                    |              | Husby-Ärlinghundra, Uppland |       | 59.634232, 17.842823 | 10003200540001 | Ladda upp en bild av detta fornminne      |
| Husby-Ärlinghundra 55:1               | Gravfält                    |              | Husby-Ärlinghundra, Uppland |       | 59.642236, 17.845164 | 10003200550001 | Ladda upp en bild av detta fornminne      |
| Husby-Ärlinghundra 56:1               | Gravfält                    |              | Husby-Ärlinghundra, Uppland |       | 59.639866, 17.854223 | 10003200560001 | Ladda upp en bild av detta fornminne      |
| Husby-Ärlinghundra 58:1               | Stensättning                |              | Husby-Ärlinghundra, Uppland |       | 59.640321, 17.858871 | 10003200580001 | Ladda upp en bild av detta fornminne      |
| Husby-Ärlinghundra 58:2               | Stensättning                |              | Husby-Ärlinghundra, Uppland |       | 59.640289, 17.859143 | 10003200580002 | Ladda upp en bild av detta fornminne      |
| Husby-Ärlinghundra 58:3               | Stensättning                |              | Husby-Ärlinghundra, Uppland |       | 59.640409, 17.859047 | 10003200580003 | Ladda upp en bild av detta fornminne      |
| Husby-Ärlinghundra 58:4               | Stensättning                |              | Husby-Ärlinghundra, Uppland |       | 59.640488, 17.859213 | 10003200580004 | Ladda upp en bild av detta fornminne      |
| Husby-Ärlinghundra 58:5               | Stensättning                |              | Husby-Ärlinghundra, Uppland |       | 59.640520, 17.859304 | 10003200580005 | Ladda upp en bild av detta fornminne      |
| Husby-Ärlinghundra 61:1               | Stensättning                |              | Husby-Ärlinghundra, Uppland |       | 59.593385, 17.791959 | 10003200610001 | Ladda upp en bild av detta fornminne      |
| Husby-Ärlinghundra 61:3               | Stensättning                |              | Husby-Ärlinghundra, Uppland |       | 59.593080, 17.792213 | 10003200610003 | Ladda upp en bild av detta fornminne      |
| Husby-Ärlinghundra 63:1               | Fästning/skans              |              | Husby-Ärlinghundra, Uppland |       | 59.591143, 17.788989 | 10003200630001 | Ladda upp en bild av detta fornminne      |
| Husby-Ärlinghundra 67:1               | Hög                         |              | Husby-Ärlinghundra, Uppland |       | 59.597082, 17.791050 | 10003200670001 | Ladda upp en bild av detta fornminne      |
| Husby-Ärlinghundra 67:2               | Stensättning                |              | Husby-Ärlinghundra, Uppland |       | 59.596930, 17.791206 | 10003200670002 | Ladda upp en bild av detta fornminne      |
| Husby-Ärlinghundra 68:1               | Gravfält                    |              | Husby-Ärlinghundra, Uppland |       | 59.597864, 17.796273 | 10003200680001 | Ladda upp en bild av detta fornminne      |
| Husby-Ärlinghundra 69:1               | Stensättning                |              | Husby-Ärlinghundra, Uppland |       | 59.600446, 17.793560 | 10003200690001 | Ladda upp en bild av detta fornminne      |
| Husby-Ärlinghundra 70:1               | Runristning                 |              | Husby-Ärlinghundra, Uppland |       | 59.640261, 17.882312 | 10003200700001 | Ladda upp en till bild av detta fornminne |
| Husby-Ärlinghundra 70:2               | Runristning                 |              | Husby-Ärlinghundra, Uppland |       | 59.640110, 17.882299 | 10003200700002 | Ladda upp en bild av detta fornminne      |
| Husby-Ärlinghundra 71:1               | Gravfält                    |              | Husby-Ärlinghundra, Uppland |       | 59.655198, 17.880757 | 10003200710001 | Ladda upp en bild av detta fornminne      |
| Husby-Ärlinghundra 72:1               | Gravfält                    |              | Husby-Ärlinghundra, Uppland |       | 59.654069, 17.876519 | 10003200720001 | Ladda upp en bild av detta fornminne      |
| Botele udd (Husby-Ärlinghundra 75:1)  | Stensättning                |              | Husby-Ärlinghundra, Uppland |       | 59.589765, 17.809533 | 10003200750001 | Ladda upp en bild av detta fornminne      |
| Husby-Ärlinghundra 77:1               | Gravfält                    |              | Husby-Ärlinghundra, Uppland |       | 59.640656, 17.882781 | 10003200770001 | Ladda upp en bild av detta fornminne      |
| Husby-Ärlinghundra 78:1               | Stensättning                |              | Husby-Ärlinghundra, Uppland |       | 59.641350, 17.885069 | 10003200780001 | Ladda upp en bild av detta fornminne      |
| Husby-Ärlinghundra 79:1               | Gravfält                    |              | Husby-Ärlinghundra, Uppland |       | 59.640727, 17.887262 | 10003200790001 | Ladda upp en bild av detta fornminne      |
| Husby-Ärlinghundra 80:1               | Gravfält                    |              | Husby-Ärlinghundra, Uppland |       | 59.666631, 17.915214 | 10003200800001 | Ladda upp en bild av detta fornminne      |
| Husby-Ärlinghundra 81:1               | Gravfält                    |              | Husby-Ärlinghundra, Uppland |       | 59.657510, 17.906797 | 10003200810001 | Ladda upp en bild av detta fornminne      |
| Husby-Ärlinghundra 83:1               | Gravfält                    |              | Husby-Ärlinghundra, Uppland |       | 59.649714, 17.891633 | 10003200830001 | Ladda upp en bild av detta fornminne      |
| Trollbacken (Husby-Ärlinghundra 85:1) | Hög                         |              | Husby-Ärlinghundra, Uppland |       | 59.650443, 17.878222 | 10003200850001 | Ladda upp en bild av detta fornminne      |
| Husby-Ärlinghundra 86:1               | Gravfält                    |              | Husby-Ärlinghundra, Uppland |       | 59.648869, 17.884740 | 10003200860001 | Ladda upp en bild av detta fornminne      |
| Husby-Ärlinghundra 87:1               | Gravfält                    |              | Husby-Ärlinghundra, Uppland |       | 59.648596, 17.906150 | 10003200870001 | Ladda upp en bild av detta fornminne      |
| Husby-Ärlinghundra 88:1               | Gravfält                    |              | Husby-Ärlinghundra, Uppland |       | 59.641877, 17.898063 | 10003200880001 | Ladda upp en bild av detta fornminne      |
| Husby-Ärlinghundra 89:1               | Gravfält                    |              | Husby-Ärlinghundra, Uppland |       | 59.642202, 17.894809 | 10003200890001 | Ladda upp en bild av detta fornminne      |
| Husby-Ärlinghundra 92:1               | Gravfält                    |              | Husby-Ärlinghundra, Uppland |       | 59.645518, 17.902008 | 10003200920001 | Ladda upp en bild av detta fornminne      |
| Husby-Ärlinghundra 95:1               | Gravfält                    |              | Husby-Ärlinghundra, Uppland |       | 59.641417, 17.845324 | 10003200950001 | Ladda upp en bild av detta fornminne      |
| Husby-Ärlinghundra 108:1              | Stensättning                |              | Husby-Ärlinghundra, Uppland |       | 59.632763, 17.893491 | 10003201080001 | Ladda upp en bild av detta fornminne      |
| Husby-Ärlinghundra 108:2              | Stensättning                |              | Husby-Ärlinghundra, Uppland |       | 59.632764, 17.893676 | 10003201080002 | Ladda upp en bild av detta fornminne      |
| Husby-Ärlinghundra 110:1              | Gravfält                    |              | Husby-Ärlinghundra, Uppland |       | 59.634590, 17.894356 | 10003201100001 | Ladda upp en bild av detta fornminne      |
| Husby-Ärlinghundra 113:1              | Gravfält                    |              | Husby-Ärlinghundra, Uppland |       | 59.632530, 17.895340 | 10003201130001 | Ladda upp en bild av detta fornminne      |
| Husby-Ärlinghundra 114:1              | Gravfält                    |              | Husby-Ärlinghundra, Uppland |       | 59.632097, 17.896326 | 10003201140001 | Ladda upp en bild av detta fornminne      |
| Husby-Ärlinghundra 118:1              | Stensättning                |              | Husby-Ärlinghundra, Uppland |       | 59.654558, 17.875446 | 10003201180001 | Ladda upp en bild av detta fornminne      |
| Husby-Ärlinghundra 119:1              | Stensättning                |              | Husby-Ärlinghundra, Uppland |       | 59.654994, 17.876814 | 10003201190001 | Ladda upp en bild av detta fornminne      |
| Husby-Ärlinghundra 122:1              | Stensättning                |              | Husby-Ärlinghundra, Uppland |       | 59.630740, 17.893281 | 10003201220001 | Ladda upp en bild av detta fornminne      |
| Husby-Ärlinghundra 123:1              | Gravfält                    |              | Husby-Ärlinghundra, Uppland |       | 59.615069, 17.845761 | 10003201230001 | Ladda upp en bild av detta fornminne      |
| Husby-Ärlinghundra 125:1              | Stensättning                |              | Husby-Ärlinghundra, Uppland |       | 59.642697, 17.904368 | 10003201250001 | Ladda upp en bild av detta fornminne      |
| Husby-Ärlinghundra 126:1              | Gravfält                    |              | Husby-Ärlinghundra, Uppland |       | 59.638652, 17.894508 | 10003201260001 | Ladda upp en bild av detta fornminne      |
| Husby-Ärlinghundra 127:1              | Hällristning                |              | Husby-Ärlinghundra, Uppland |       | 59.647289, 17.885608 | 10003201270001 | Ladda upp en bild av detta fornminne      |
| Utsikten (Husby-Ärlinghundra 128:1)   | Fornborg                    |              | Husby-Ärlinghundra, Uppland |       | 59.597163, 17.791509 | 10003201280001 | Ladda upp en bild av detta fornminne      |
| Husby-Ärlinghundra 146:1              | Runristning                 |              | Husby-Ärlinghundra, Uppland |       | 59.632909, 17.881564 | 10003201460001 | Ladda upp en bild av detta fornminne      |
| Husby-Ärlinghundra 150:1              | Gravfält                    |              | Husby-Ärlinghundra, Uppland |       | 59.630219, 17.827351 | 10003201500001 | Ladda upp en bild av detta fornminne      |
| Husby-Ärlinghundra 151:1              | Stensättning                |              | Husby-Ärlinghundra, Uppland |       | 59.622264, 17.841537 | 10003201510001 | Ladda upp en bild av detta fornminne      |
| Husby-Ärlinghundra 155:1              | Stensättning                |              | Husby-Ärlinghundra, Uppland |       | 59.614212, 17.809146 | 10003201550001 | Ladda upp en bild av detta fornminne      |
| Husby-Ärlinghundra 174:1              | Röse                        |              | Husby-Ärlinghundra, Uppland |       | 59.622895, 17.906630 | 10003201740001 | Ladda upp en bild av detta fornminne      |
| Husby-Ärlinghundra 174:2              | Röse                        |              | Husby-Ärlinghundra, Uppland |       | 59.622648, 17.905964 | 10003201740002 | Ladda upp en bild av detta fornminne      |
| Husby-Ärlinghundra 175:2              | Stensättning                |              | Husby-Ärlinghundra, Uppland |       | 59.625162, 17.892648 | 10003201750002 | Ladda upp en bild av detta fornminne      |
| Husby-Ärlinghundra 186:1              | Röse                        |              | Husby-Ärlinghundra, Uppland |       | 59.630912, 17.906277 | 10003201860001 | Ladda upp en bild av detta fornminne      |
| Husby-Ärlinghundra 186:2              | Stensättning                |              | Husby-Ärlinghundra, Uppland |       | 59.631020, 17.906363 | 10003201860002 | Ladda upp en bild av detta fornminne      |
| Husby-Ärlinghundra 186:3              | Stensättning                |              | Husby-Ärlinghundra, Uppland |       | 59.630716, 17.906114 | 10003201860003 | Ladda upp en bild av detta fornminne      |
| Husby-Ärlinghundra 196:1              | Hällristning                |              | Husby-Ärlinghundra, Uppland |       | 59.654691, 17.880301 | 10003201960001 | Ladda upp en bild av detta fornminne      |
| Husby-Ärlinghundra 197:1              | Hällristning                |              | Husby-Ärlinghundra, Uppland |       | 59.654866, 17.877252 | 10003201970001 | Ladda upp en bild av detta fornminne      |
| Husby-Ärlinghundra 197:2              | Hällristning                |              | Husby-Ärlinghundra, Uppland |       | 59.654761, 17.877740 | 10003201970002 | Ladda upp en bild av detta fornminne      |
| Husby-Ärlinghundra 204:1              | Runristning                 |              | Husby-Ärlinghundra, Uppland |       | 59.640103, 17.880947 | 10003202040001 | Ladda upp en bild av detta fornminne      |
| Husby-Ärlinghundra 220                | Runristning                 |              | Husby-Ärlinghundra, Uppland |       | 59.640085, 17.880946 | 12000000053733 | Ladda upp en bild av detta fornminne      |
| Husby-Ärlinghundra 232                | Stensättning                |              | Husby-Ärlinghundra, Uppland |       | 59.640543, 17.855485 | 12000000075249 | Ladda upp en bild av detta fornminne      |
| Husby-Ärlinghundra 235                | Gravfält                    |              | Husby-Ärlinghundra, Uppland |       | 59.636832, 17.904848 | 12000000084308 | Ladda upp en bild av detta fornminne      |
| Husby-Ärlinghundra 243                | Stensättning                |              | Husby-Ärlinghundra, Uppland |       | 59.629890, 17.836549 | 12000000091289 | Ladda upp en bild av detta fornminne      |
| Husby-Ärlinghundra 250                | Stensättning                |              | Husby-Ärlinghundra, Uppland |       | 59.633113, 17.904998 | 12000000110592 | Ladda upp en bild av detta fornminne      |
| Husby-Ärlinghundra 251                | Stensättning                |              | Husby-Ärlinghundra, Uppland |       | 59.634007, 17.899855 | 12000000110594 | Ladda upp en bild av detta fornminne      |
| Husby-Ärlinghundra 252                | Stensättning                |              | Husby-Ärlinghundra, Uppland |       | 59.633175, 17.905148 | 12000000110595 | Ladda upp en bild av detta fornminne      |
| Husby-Ärlinghundra 253                | Grav markerad av sten/block |              | Husby-Ärlinghundra, Uppland |       | 59.633973, 17.899952 | 12000000110596 | Ladda upp en bild av detta fornminne      |
| Husby-Ärlinghundra 254                | Stensättning                |              | Husby-Ärlinghundra, Uppland |       | 59.634128, 17.900119 | 12000000110597 | Ladda upp en bild av detta fornminne      |
| Husby-Ärlinghundra 255                | Gravfält                    |              | Husby-Ärlinghundra, Uppland |       | 59.632976, 17.902062 | 12000000110598 | Ladda upp en bild av detta fornminne      |
| Husby-Ärlinghundra 257                | Stensättning                |              | Husby-Ärlinghundra, Uppland |       | 59.633981, 17.899882 | 12000000110593 | Ladda upp en bild av detta fornminne      |
| Odensala 277:1                        | Gravfält                    |              | Husby-Ärlinghundra, Uppland |       | 59.641586, 17.858903 | 10006402770001 | Ladda upp en bild av detta fornminne      |